# Дом Турбиных
Дом Турбины́х — литературно-мемориальный дом-музей Михаила Афанасьевича Булгакова в Киеве. Основан в начале 1989 года. Основная экспозиция находится на втором этаже дома. Здесь можно увидеть личные вещи Булгакова, услышать историю его жизни в Киеве. Эта история тесно переплетается с его романом «Белая гвардия».
Название «Дом Турбиных» закрепилось за домом благодаря писателю Виктору Некрасову, после того, как в журнале «Новый мир» был опубликован его очерк «Дом Турбиных». Дом называют не по фамилии автора романа «Белая гвардия», а по фамилии «живших» здесь его героев.

## История дома
Здание построено в 1888—1889 годах по проекту архитектора Н. Н. Горденина для жены купца Литошенко.
В этом доме, «постройки изумительной», Булгаковы прожили 13 лет с 1906 по 1919 год.
Особняк имеет каменные цоколь и первый этаж, а весь верхний этаж — деревянный, обложенный кирпичом. Дом крыт железом.
Новым владельцем дома стал З. П. Мирович, купец и почётный гражданин Киева, который кроме этого дома владел ещё тремя домами на той же улице, вместе дома представляли собой целую усадьбу. Вся недвижимость усадьбы была оценена в 22 250 руб. Главный дом — в 13 000 рублей, два небольших — в 4 500 и 3 750 руб. Совсем крохотный дом, примыкавший к большому (из одной комнаты и кухни с коридором — квартира Щегловых в «Белой гвардии») — в 1 000 рублей.
Все помещения сдавались в аренду с годовой прибылью в 2 620 рублей. Самой дорогой была квартира на втором этаже («все семь полных и пыльных комнат»), она обходилась Булгаковым в 720 рублей в год.
В 1909 году дом купил архитектор В. П. Листовничий и поселился с женой и пятилетней дочерью Инной на первом этаже. Киевское общество взаимного кредита предоставило ему возможность заплатить только половину необходимой суммы, оставшуюся половину погасить в течение 8 лет за 7 % годовых. Последний взнос необходимо было сделать 7 ноября 1917 года.
«Мы покупали дом вместе с жильцами» — вспоминала дочь хозяина И. В. Листовничая.
В купленной усадьбе, кроме Булгаковых и Листовничих проживало около 70 человек, всего было 8 квартир. В подвальном помещении двухэтажного на каменном фундаменте дома находилась бакалейная лавка купца Шайтера. В центральном доме усадьбы проживала семья генерала Комарницкого, а в подвале его дома была квартира дворника. В третьем флигеле жила семья коммерсанта Гробинского.
Листовничий произвел некоторую перепланировку усадьбы — раскопав участок со стороны двора и под двором построив новое кирпичное помещение. Организовал конюшню с парой лошадей и экипажем. Часть веранды Булгаковых перепланировал под лестницу на чердак. Склон горы, которая нависала над усадьбой, обсадил кустами сирени и акации, чтобы защититься от возможного оползня. Усадьбу огородили новым глухим деревянным забором.
В 1965 году в самый канун публикации «Мастера и Маргариты» дом отыскал киевлянин, писатель и архитектор по первой профессии В. П. Некрасов. Вот как он описал свои впечатления:
«Андреевский спуск — лучшая улица Киева… Крутая, извилистая, булыжная. Новых домов нет. Один только. А так — одно-двухэтажные… Так он и останется со своими заросшими оврагами, садами, буераками, с теряющимися в них деревянными лестницами, с прилепившимися к откосам оврагов домиками, голубятнями, верандами, с вьющимися граммофончиками, именуемыми здесь „кручеными панычами“, с развешанными простынями и одеялами, с собаками, с петухами… И вот мы стоим перед этим самым домом № 13 по Андреевскому спуску. Ничем не примечательный двухэтажный дом. С балконом, забором, двориком, „тем самым“, с щелью между двумя дворами, в которую Николай Турбин прятал свои сокровища. Было и дерево, большое, ветвистое, зачем-то спилили, кому-то оно мешало, затемняло».
В очерке, написанном вскоре после первых посещений «дома Турбиных», Некрасов описал, как он нашёл этот дом:
«Над двухэтажным домом № 13, постройки изумительной (на улицу квартира Турбиных была во втором этаже, а в маленький, покатый, уютный дворик — в первом), в саду, что лепился под крутейшей горой, все ветки на деревьях стали лапчаты и обвисли. Гору замело, засыпало сарайчики во дворе — и стала гигантская сахарная голова. Дом накрыло шапкой белого генерала, и в нижнем этаже (на улицу — первый, во двор под верандой Турбиных — подвальный) засветился слабенькими желтенькими огнями… Василий Иванович Лисович, а в верхнем — сильно и весело загорелись турбинские окна».

Ничто с тех пор не изменилось. И дом, и дворик, и сарайчики, и веранда, и лестница под верандой, ведущая в квартиру Василисы (Вас. Лис.) — Василия Ивановича Лисовича, — на улицу первый этаж, во двор — подвал. Вот только сад исчез — одни сарайчики.

Первый мой визит, повторяю, был краток. Я был с матерью и приятелем, приехали мы на его машине, и времени у нас было в обрез. Войдя во двор, я робко позвонил в левую из двух ведущих на веранду дверей и у открывшей её немолодой дамы-блондинки спросил, не жили ли здесь когда-нибудь люди по фамилии Турбины. Или Булгаковы.

Дама несколько удивленно посмотрела на меня и сказала, что да, жили, очень давно, вот именно здесь, а почему меня это интересует? Я сказал, что Булгаков — знаменитый русский писатель, и что все, связанное с ним…

На лице дамы выразилось ещё большее изумление.

— Как? Мишка Булгаков — знаменитый писатель? Этот бездарный венеролог — знаменитый русский писатель?

Тогда я обомлел, впоследствии же понял, что даму поразило не то, что бездарный венеролог стал писателем (это она знала), а то, что стал знаменитым…